# The Music Master
The Music Master er en amerikansk stumfilm fra 1908 af Wallace McCutcheon, Sr..